# Faranga
Faranga, également appelé Faninga, est une commune rurale située dans le département de Kourouma de la province de Kénédougou dans la région des Hauts-Bassins au Burkina Faso.

## Géographie
Faranga est située à 12 km au sud de Kourouma.

## Économie
L'agriculture, l'élevage, le commerce, l'industrie, la pharmacopée et la chasse...

## Santé et éducation
Faranga dispose d'une école primaire publique de six salles de classes du CEP1 au CM2.
Le centre de soins le plus proche de Faranga est à 12 km et c'est le centre de santé et de promotion sociale (CSPS) de Kourouma.